# قزانة (تنجيم)
القزانة هي قراءة الطالع عن طريق خط الرمل بطريقة معينة لمعرفة الطالع مثل قدوم ضيف أو زواج فتاة أو غيرها من الأمور وهي تمارس في موريتانيا أو بلاد شنقيط سابقا كنوع من أنواع الترفيه وغالبا ما تستخدمها النساء.

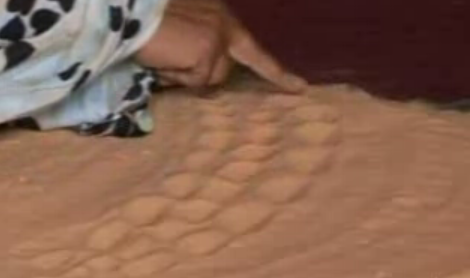
امرأة تخط لقزانة على الرمال

## مبادئ القزانة

حرف الغزانة المزدوج كليا
حرف الغزانة المفدر كليا
حرف الغزانة المركب من (مزدوج، مفرد، مفرد، مفرد)

### الحرف
بشكل عام الحرف مركب أربعة أسطر كل سطر إما أن يحتوي على نقطتين فيكون سطرا مزدوجا أو يتكون من نقطة واحدة فيكون سطرا مزدوجا وهكذا.

### استخراج الحروف
يقوم قارئي القزانة بعمل أربعة أسطر من آثار ضرب الأصابع على الرمال بشكل سريع دون أن يعدها ثم يبدأ بعملية مسح كل نقرتين معا حتى يصل إلى آخر نقرة فإذا كان المتبقي هو نقرة واحدة يكتب نقرة واحدة في الجزء الأول من الحرف وهكذا.
بعبارة أخرى يعرف عدد النقرات في كل سطر فإذا كان عددها يقبل القسمة على 2 يكتب نقرتين وإذا كان غير قابل للقسمة على اثنين يكتب نقرة واحدة.
ولو فرضنا أنني قمت بعمل (استخراج للحرف) أنقر على الرمل كما يلي:
السطر الأول: 20 نقرة (عدد مزدوج)
السطر الثاني: 17 نقرة (عدد مفرد)
السطر الثالث: 15 نقرة (عدد مفرد)
السطر الرابع: 13 نقرة (عدد مفرد)
يكون الحرف المركب كما في حرف الغزانة المركب من (مزدوج، مفرد، مفرد، مفرد).

### قراءة الحروف
بعد عملية استخراج الحروف يقوم قارئ القزانة بتفسيرها بعد أن يرتبها كما وردت وكل تركيبة من الحروف تعني شيئا معينا يراه قارئ القزانة.

## روابط ذات صلة
الإنسان.. وشغفه بمعرفة المستقبل - تقرير عن القزانة والودع في موريتانيا على يوتيوب